# Fiscalía de Galicia
La Fiscalía de Galicia o Fiscalía Superior de Galicia es el órgano del poder judicial que ejerce la jefatura y representación del Ministerio Fiscal en la comunidad autónoma de Galicia (España). Tiene su sede en La Coruña.

## Historia
La Fiscalía de Galicia fue creada por el Real Decreto 1754/2007, de 28 de diciembre (BOE de 31 de diciembre de 2007), siendo su antecedente más directo la Fiscalía del Tribunal Superior de Justicia de Galicia, que estuvo dirigida por el fiscal jefe de la comunidad.

## Fiscal superior
La Fiscalía de Galicia está dirigida por el fiscal superior de Galicia, quien asume la representación y jefatura del Ministerio Fiscal en todo el territorio de la comunidad autónoma, sin perjuicio de las competencias que corresponden al fiscal general del Estado. En la actualidad ocupa el cargo, desde 2015, Fernando Suanzes Pérez.

## Sede
La Fiscalía de Galicia, máximo órgano del Ministerio Fiscal en la comunidad autónoma, tiene su sede en el Palacio de Justicia de La Coruña.